# Siegfried Handschuh
Siegfried Handschuh (* 4. März 1970) ist ein deutscher Informatiker.

## Leben
Er studierte Informatik in Ulm und Informationswissenschaft in Konstanz. Er promovierte bei Rudi Studer und Christof Weinhardt zum Dr. rer. pol. an der Universität Karlsruhe. Er ist seit 2018 ordentlicher Professor für Data Science and Natural Language Processing am Institut für Informatik der Universität St. Gallen.